# Podomyrma gratiosa
Podomyrma gratiosa é uma espécie de formiga do gênero Podomyrma, pertencente à subfamília Myrmicinae.